# Vipasne (Pervomàiske)
|  | Per a altres significats, vegeu «Vipasne». |

Vipasne (en (ucraïnès): Випасне) és un poble de la República Autònoma de Crimea a Ucraïna, que el 2014 tenia 119 habitants. Pertany al districte rural de Pervomàiske.